# Paramphiura punctata
Paramphiura punctata är en ormstjärneart som först beskrevs av Forbes 1841.  Paramphiura punctata ingår i släktet Paramphiura och familjen trådormstjärnor. Inga underarter finns listade i Catalogue of Life.